# Deja-Vu (Spiel)
Deja-Vu ist ein Kartenspiel des deutschen Spieleautors Heinz Meister für zwei bis sechs Personen. Es handelt sich spieltechnisch um ein Gedächtnis- und Reaktionsspiel und erschien 2017 beim Verlag Amigo. Im gleichen Jahr wurde es auf die Empfehlungsliste der Jury zum Spiel des Jahres aufgenommen.

## Thema und Ausstattung
Deja-Vu ist ein Gedächtnis- und Reaktionsspiel, bei dem die Mitspieler möglichst schnell und korrekt auf eine Auslage von Bilderplättchen reagieren müssen. Das Spielmaterial besteht neben der Spieleanleitung aus 36 großformatigen Spielkarten, auf denen jeweils einer bis drei Gegenstände abgebildet sind, und 36 Gegenstandsplättchen.

## Spielweise
Das Spiel verläuft über drei Runden, Gewinner ist der Spieler mit den meisten korrekten Gegenständen nach diesen drei Spielrunden. Zur Spielvorbereitung werden die Plättchen mit den Gegenständen auf dem Spieltisch verteilt. Die Spielkarten werden gemischt, danach werden drei Karten gezogen und entfernt, der restliche Stapel wird verdeckt in der Tischmitte zwischen den Gegenständen platziert. Neben dem Stapel muss zudem ein Platz für einen Ablagestapel freigelassen werden.
Im Spielverlauf deckt jeweils ein Mitspieler reihum eine Karte vom Nachziehstapel so auf, dass er sie nicht vor seinen Mitspielern sehen kann, und legen sie offen auf den Ablagestapel. Jeder Gegenstand ist im Kartendeck jeweils zweimal abgebildet. Sobald ein Gegenstand zum zweiten Mal aufgedeckt wird (oder ein Spieler glaubt, dass er bereits einmal gezeigt wurde), versuchen die Spieler, sich diesen als erster von der Tischmitte zu nehmen und platzieren sie vor sich. Dabei darf ein Spieler jeden Gegenstand zu jeder Zeit nehmen, auch wenn er auf der gerade ausgelegten Karte nicht vorkommt; einmal genommene Gegenstände dürfen allerdings nicht mehr zurückgelegt werden. Wir ein Gegenstand, den sich bereits ein Spieler genommen hat, nochmals aufgedeckt, hat dieser offensichtlich einen Fehler gemacht und scheidet aus der laufenden Runde aus und seine Gegenstände werden nicht gewertet (aber auch nicht zurückgelegt).
Das Spiel endet, nachdem die letzte Karte aufgedeckt wurde. Die noch im Spiel befindlichen Spieler können ein letztes Mal entscheiden, ob sie von den verbleibenden Gegenständen noch welche nehmen wollen. Danach werden die zu Spielbeginn aus dem Deck entfernten Karten aufgedeckt und Spieler, die einen der darauf abgebildeten Gegenstände genommen haben, scheiden ebenfalls aus. Alle Spieler, die sich noch in der Runde befinden, zählen ihre Gegenstände und notieren sich die Anzahl. Danach beginnt die nächste Runde.

## Entwicklung und Rezeption
Das Spiel Deja-Vu wurde von dem deutschen Spieleautor Heinz Meister entwickelt und 2017 zur Nürnberger Spielwarenmesse von Amigo veröffentlicht. Im gleichen Jahr erschien es unter dem Namen Déjà vu  bei dem niederländischen Verlag 999 Games sowie bei dem französischen Verlag Gigamic. Weitere Ausgaben erschienen auf Spanisch (Mercurio), Japanisch (Möbius Games), Chinesisch (Broadway Toys LTD) und als multilinguale Version in Dänisch, Norwegisch, Finnisch und Schwedisch (Lautapelit.fi).
Im Jahr der Veröffentlichung wurde es auf die Empfehlungsliste der Jury zum Spiel des Jahres aufgenommen. Die Jury beschreibt das Spiel wie folgt:

„Harte Zeiten für die Merkfähigkeit aller Beteiligten: Auf 36 Spielkarten sind ebenso viele Gegenstände genau zweimal abgebildet. Karte für Karte müssen die Spieler aufs Neue blitzschnell entscheiden, ob sie die darauf abgebildeten Dinge schon einmal gesehen haben. Falls ja: schnell den dazugehörigen Gegenstand schnappen! Falls nicht: Finger weglassen! Wird nämlich ein Gegenstand aufgedeckt, den ein Spieler bereits vor sich liegen hat, scheidet dieser sofort aus der laufenden Runde aus. Zwei Gemeinheiten sorgen für ein pfiffiges Memospiel-Erlebnis: Erstens werden drei Durchgänge gespielt, wodurch schon bald kaum jemand mehr weiß, aus welcher Runde er die aufgedeckten Bilder denn nun kennt. Und zweitens ähneln einander viele der Gegenstände – das sorgt für zusätzliche Verwirrung!“

## Belege
1. 1 2 3 4 5 6 7  Spieleanleitung Deja-Vu, Amigo Spiel + Freizeit GmbH 2017
2. ↑  Versionen von Deja-Vu in der Spieledatenbank BoardGameGeek (englisch); abgerufen am 14. Oktober 2017.
3. 1 2  Deja-Vu auf der Website des Spiel des Jahres e.V.; abgerufen am 14. Oktober 2017.